# Ferme de Saint-Rémy-l'Abbaye
La ferme de Saint-Rémy-l'Abbaye ou prieuré de Ronquerolles est un ancien prieuré catholique commencée au XIIe siècle et terminée dans le courant du XVe siècle de style roman située à Agnetz, proche du hameau de Ronquerolles, village au centre du département de l'Oise, en région Hauts-de-France en France. Sur cet édifice, l'ensemble constitué de la chapelle et du portail fait l’objet d’un classement au titre des monuments historiques depuis le 18 avril 1966.

## Historique

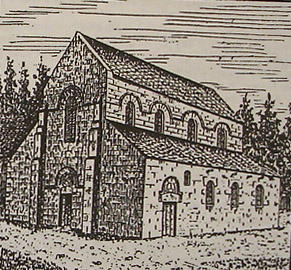
La chapelle Saint-Rémy.

Le prieuré, appelé initialement Saint-Rémy-sous-Clermont, était une dépendance de l'abbaye bénédictine de Saint-Germer-de-Fly (Oise). Celle-ci possédait aux alentours de Clermont les prieurés de Breuil-le-Vert, Breuil-le-Sec, la chapelle Saint-Arnoult de Crapin (commune de Breuil-le-Sec) et une masure avec pressoir à Giencourt (commune de Clermont). 
On ignore la date de fondation du prieuré mais il existait déjà en 1146, date de la rédaction d'une confirmation de temporel de l'abbaye de Saint-Germer-de-Fly par l'évêque de Beauvais. Il faisait partie de la paroisse de Reuil-sur-Brêche détruite au XIVe siècle. Il fut réuni, avec son territoire, en 1671 à la paroisse d'Agnetz. 
Le prieur avait la collation des cures d'Avrechy et Lieuvillers. Il percevait les dîmes d'Avrechy et le tiers de celles de Lieuvillers. Il s'agissait d'un prieuré simple et n'avait donc pas la charge de desservir une paroisse. Au XVIIIe siècle, il n'y avait plus de moine au prieuré. Un fermier administrait le domaine. Il était tenu de faire dire une messe dans la chapelle tous les dimanches, à raison de trente sous, et de payer aux curés d'Agnetz et d'Airion cinq muids de grain.

## Description

### La chapelle Saint-Rémy
La chapelle s'apparente aux édifices bourguignons. Le mur nord du collatéral est remanié. De plan rectangulaire à trois nefs, elle présente une élévation tout à fait typique d'un groupe d'édifices proches de Vignory. La nef a quatre arcades en plein cintre, qui reposent sur des supports carrés ou rectangulaires par l'intermédiaire de simples impostes. À la façade, le tympan réticulé repose sur un linteau en bâtière, il est surmonté d'un arc de décharge. L'ouverture latérale sud est plus caractéristique encore. Moins ornée, elle s'apparente aux ouvertures des églises étudiées précédemment. Les baies latérales sont terminées par des dalles de pierre dans lesquelles sont découpés les cintres. À l'intérieur, la sculpture consiste en masques aux amortissements des piliers et en chapiteaux volumineux, à palmettes sur deux rangées et à faux godrons ressemblants à des ondulations, qui soulignent l'arc triomphal.
Selon Emmanuel Woillez, la chapelle mesurerait 13,35 m de longueur sur 12,42 m de largeur ; 8,70 m de hauteur à l'intérieur et 12,00 m de haut à l'extérieur.

### Le colombier
Au centre de la cour, un grand colombier carré est bâti en pierres de grand appareil. Il est partagé à mi-hauteur par un large bandeau. La toiture en pavillon, très débordante en raison de la corniche importante sur laquelle elle s'appuie et du coyau qui adoucit sa pente, protège les ouvertures. Elle est interrompue par une lucarne à croupe.